# 178987 Jillianredfern
178987 Jillianredfern è un asteroide della fascia principale. Scoperto nel 2001, presenta un'orbita caratterizzata da un semiasse maggiore pari a 2,6920459 au e da un'eccentricità di 0,0830633, inclinata di 8,51843° rispetto all'eclittica.